# Armillaria
« Armillaire » redirige ici. Pour l'astrolabe sphérique, voir Sphère armillaire.
Genre
Armillaria (les armillaires) est un genre de champignons basidiomycètes lignicoles de la famille des Physalacriaceae, autrefois rattaché aux Tricholomataceae. 

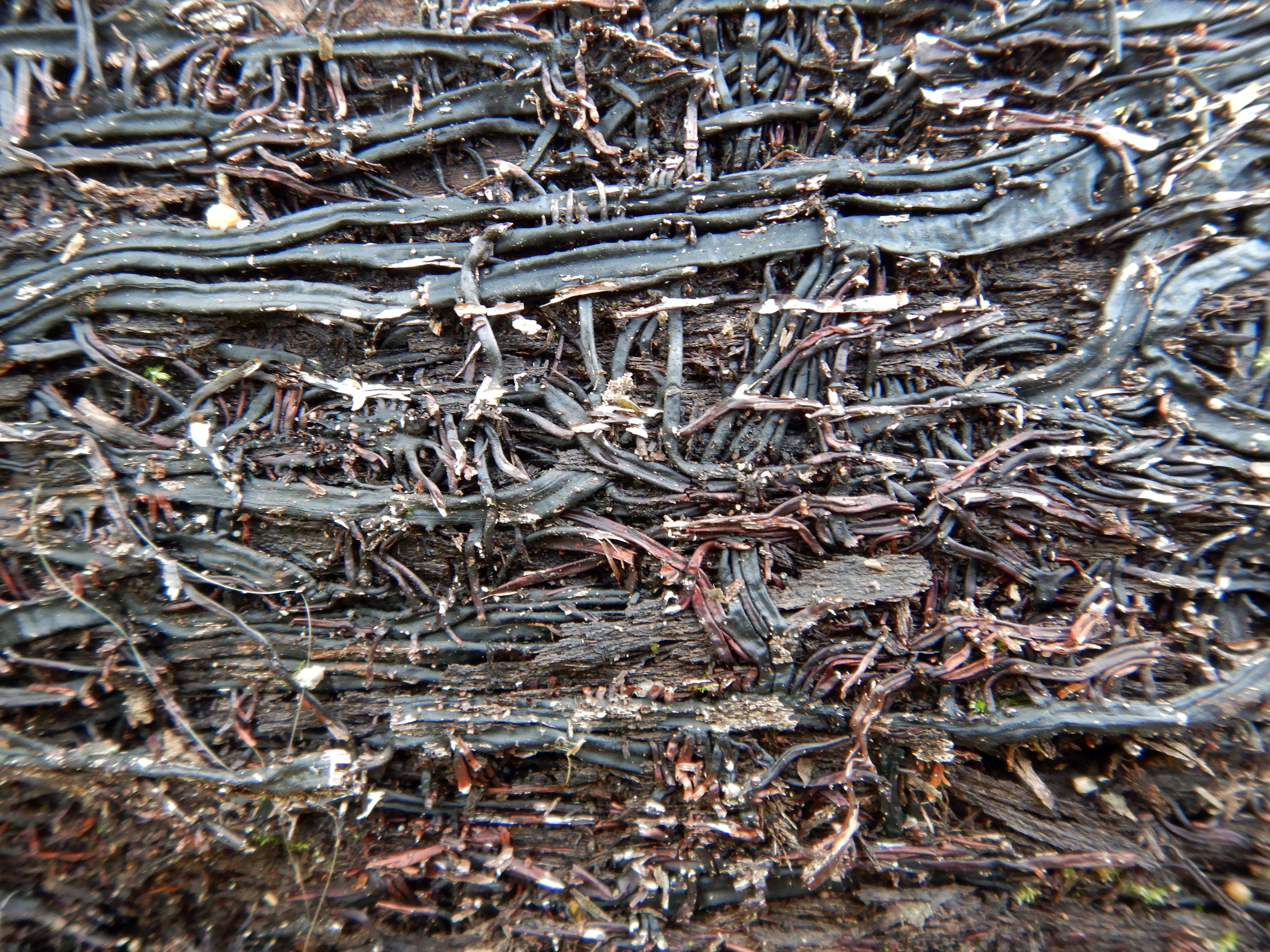
Rhizomorphe du champignon Armillaria mellea (qui s'est développé entre l'écorce et le tronc d'un arbre mort, ici vu après décollement de l'écorce)

## Étymologie
Leur nom vient du latin armilla signifiant bracelet ou collier – armille en français. Il fait ici référence à leur anneau engainant caractéristique, dit armille (A. tabescens et A. ectypa, clitocybes intégrés dans ce genre, en sont dépourvus), que l'on retrouve aussi chez d'autres genres, notamment les cystodermes.

## Classification phylogénétique
Jusqu'en 1970, on considérait que l'espèce Armillaria mellea (l'armillaire couleur de miel) était polymorphe. 

### Armillaria melleasensu lato en cinq clades
On savait, depuis 1980, que certaines espèces en provenance d'Europe étaient interfertiles avec certaines espèces de l'Amérique du Nord ; peu après, la phylogénétique a permis de distinguer neuf clades en Amérique du Nord et de nouvelles espèces, dont cinq européennes – Armillaria mellea, Armillaria borealis, Armillaria bulbosa (synonyme d' Armillaria gallica), Armillaria cepistipes et Armillaria solidipes (synonyme d' Armillaria ostoyae) : elles sont appelées EBS et classées de A à E.
On trouve en Amérique du Nord neuf espèces nommées NABS nommée de I à X dont Armillaria bulbosa ou Armillaria gallica, Armillaria solidipes, Armillaria sinapina, Armillaria calvescens et Armillaria gemina au Québec. En Asie, d'autres espèces, nommée C, F, H, J et L seraient des clones d'Armillaria bulbosa. Au Japon, on trouveArmillaria jezoensis, Armillaria singula et Armillaria bulbosa ainsi que Armillaria sinapina,.
Il a été démontré, peu de temps après, que NABS VII est la même espèce qu'EBS E, soit Armillaria bulbosa ou Armillaria gallica.

### Phylogramme desArmillariad'Amérique du Nord et d'Europe

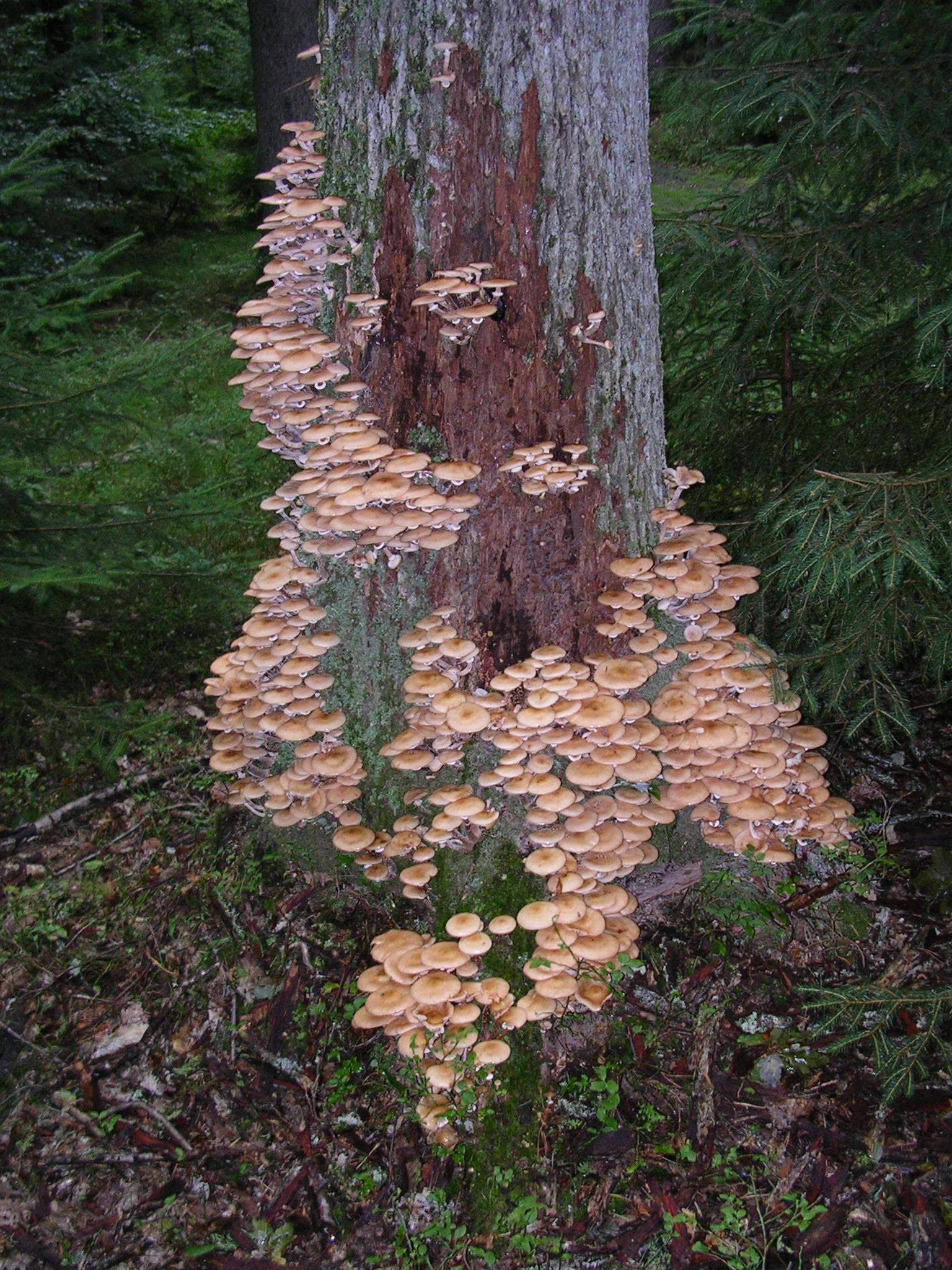
Armillaires colonisant un conifère

Base des neuf espèces d'Amérique du Nord (NABS I à XI) et liens avec les espèces européenne (EBS A à E).
|  | Clade 2: Armillaria solidipes, NABS I = EBS D |
|  |                                               |
|  | Armillaria gemina, NABS II                    |
|  |                                               |

|  | Clade 5:Armillaria calvescens, NABS III                                                                            |
|  | |
|  | \| \| Clade 5:Armillaria bulbosa (SY22) Michigan \| \| \| \| \| \| Armillaria bulbosa (ST23) Wisconsin \| \| \| \| |
|  | |
|  | Clade 5:Armillaria bulbosa (SY22) Michigan                                                                         |
|  | |
|  | Armillaria bulbosa (ST23) Wisconsin                                                                                |
|  | |

|  | Clade 5:Armillaria bulbosa (SY22) Michigan |
|  |                                            |
|  | Armillaria bulbosa (ST23) Wisconsin        |
|  |                                            |

|  | Clade 5:Armillaria calvescens, NABS III                                                                            |
|  | |
|  | \| \| Clade 5:Armillaria bulbosa (SY22) Michigan \| \| \| \| \| \| Armillaria bulbosa (ST23) Wisconsin \| \| \| \| |
|  | |
|  | Clade 5:Armillaria bulbosa (SY22) Michigan                                                                         |
|  | |
|  | Armillaria bulbosa (ST23) Wisconsin                                                                                |
|  | |

|  | Clade 5:Armillaria bulbosa (SY22) Michigan |
|  |                                            |
|  | Armillaria bulbosa (ST23) Wisconsin        |
|  |                                            |

|  | Clade 2:Armillaria sinapina NABS (IV) V          |
|  |                                                  |
|  | Clade 3: Armillaria cepistipes (NABS XI) = EBS B |
|  |                                                  |

|  | Clade 5:Armillaria calvescens, NABS III                                                                            |
|  | |
|  | \| \| Clade 5:Armillaria bulbosa (SY22) Michigan \| \| \| \| \| \| Armillaria bulbosa (ST23) Wisconsin \| \| \| \| |
|  | |
|  | Clade 5:Armillaria bulbosa (SY22) Michigan                                                                         |
|  | |
|  | Armillaria bulbosa (ST23) Wisconsin                                                                                |
|  | |

|  | Clade 5:Armillaria bulbosa (SY22) Michigan |
|  |                                            |
|  | Armillaria bulbosa (ST23) Wisconsin        |
|  |                                            |

|  | Clade 5:Armillaria calvescens, NABS III                                                                            |
|  | |
|  | \| \| Clade 5:Armillaria bulbosa (SY22) Michigan \| \| \| \| \| \| Armillaria bulbosa (ST23) Wisconsin \| \| \| \| |
|  | |
|  | Clade 5:Armillaria bulbosa (SY22) Michigan                                                                         |
|  | |
|  | Armillaria bulbosa (ST23) Wisconsin                                                                                |
|  | |

|  | Clade 5:Armillaria bulbosa (SY22) Michigan |
|  |                                            |
|  | Armillaria bulbosa (ST23) Wisconsin        |
|  |                                            |

|  | Clade 2:Armillaria sinapina NABS (IV) V          |
|  |                                                  |
|  | Clade 3: Armillaria cepistipes (NABS XI) = EBS B |
|  |                                                  |

|  | Clade 2: Armillaria solidipes, NABS I = EBS D |
|  |                                               |
|  | Armillaria gemina, NABS II                    |
|  |                                               |

|  | Clade 5:Armillaria calvescens, NABS III                                                                            |
|  | |
|  | \| \| Clade 5:Armillaria bulbosa (SY22) Michigan \| \| \| \| \| \| Armillaria bulbosa (ST23) Wisconsin \| \| \| \| |
|  | |
|  | Clade 5:Armillaria bulbosa (SY22) Michigan                                                                         |
|  | |
|  | Armillaria bulbosa (ST23) Wisconsin                                                                                |
|  | |

|  | Clade 5:Armillaria bulbosa (SY22) Michigan |
|  |                                            |
|  | Armillaria bulbosa (ST23) Wisconsin        |
|  |                                            |

|  | Clade 5:Armillaria calvescens, NABS III                                                                            |
|  | |
|  | \| \| Clade 5:Armillaria bulbosa (SY22) Michigan \| \| \| \| \| \| Armillaria bulbosa (ST23) Wisconsin \| \| \| \| |
|  | |
|  | Clade 5:Armillaria bulbosa (SY22) Michigan                                                                         |
|  | |
|  | Armillaria bulbosa (ST23) Wisconsin                                                                                |
|  | |

|  | Clade 5:Armillaria bulbosa (SY22) Michigan |
|  |                                            |
|  | Armillaria bulbosa (ST23) Wisconsin        |
|  |                                            |

|  | Clade 2:Armillaria sinapina NABS (IV) V          |
|  |                                                  |
|  | Clade 3: Armillaria cepistipes (NABS XI) = EBS B |
|  |                                                  |

|  | Clade 5:Armillaria calvescens, NABS III                                                                            |
|  | |
|  | \| \| Clade 5:Armillaria bulbosa (SY22) Michigan \| \| \| \| \| \| Armillaria bulbosa (ST23) Wisconsin \| \| \| \| |
|  | |
|  | Clade 5:Armillaria bulbosa (SY22) Michigan                                                                         |
|  | |
|  | Armillaria bulbosa (ST23) Wisconsin                                                                                |
|  | |

|  | Clade 5:Armillaria bulbosa (SY22) Michigan |
|  |                                            |
|  | Armillaria bulbosa (ST23) Wisconsin        |
|  |                                            |

|  | Clade 5:Armillaria calvescens, NABS III                                                                            |
|  | |
|  | \| \| Clade 5:Armillaria bulbosa (SY22) Michigan \| \| \| \| \| \| Armillaria bulbosa (ST23) Wisconsin \| \| \| \| |
|  | |
|  | Clade 5:Armillaria bulbosa (SY22) Michigan                                                                         |
|  | |
|  | Armillaria bulbosa (ST23) Wisconsin                                                                                |
|  | |

|  | Clade 5:Armillaria bulbosa (SY22) Michigan |
|  |                                            |
|  | Armillaria bulbosa (ST23) Wisconsin        |
|  |                                            |

|  | Clade 2:Armillaria sinapina NABS (IV) V          |
|  |                                                  |
|  | Clade 3: Armillaria cepistipes (NABS XI) = EBS B |
|  |                                                  |

|  | Clade 2: Armillaria solidipes, NABS I = EBS D |
|  |                                               |
|  | Armillaria gemina, NABS II                    |
|  |                                               |

|  | Clade 5:Armillaria calvescens, NABS III                                                                            |
|  | |
|  | \| \| Clade 5:Armillaria bulbosa (SY22) Michigan \| \| \| \| \| \| Armillaria bulbosa (ST23) Wisconsin \| \| \| \| |
|  | |
|  | Clade 5:Armillaria bulbosa (SY22) Michigan                                                                         |
|  | |
|  | Armillaria bulbosa (ST23) Wisconsin                                                                                |
|  | |

|  | Clade 5:Armillaria bulbosa (SY22) Michigan |
|  |                                            |
|  | Armillaria bulbosa (ST23) Wisconsin        |
|  |                                            |

|  | Clade 5:Armillaria calvescens, NABS III                                                                            |
|  | |
|  | \| \| Clade 5:Armillaria bulbosa (SY22) Michigan \| \| \| \| \| \| Armillaria bulbosa (ST23) Wisconsin \| \| \| \| |
|  | |
|  | Clade 5:Armillaria bulbosa (SY22) Michigan                                                                         |
|  | |
|  | Armillaria bulbosa (ST23) Wisconsin                                                                                |
|  | |

|  | Clade 5:Armillaria bulbosa (SY22) Michigan |
|  |                                            |
|  | Armillaria bulbosa (ST23) Wisconsin        |
|  |                                            |

|  | Clade 2:Armillaria sinapina NABS (IV) V          |
|  |                                                  |
|  | Clade 3: Armillaria cepistipes (NABS XI) = EBS B |
|  |                                                  |

|  | Clade 5:Armillaria calvescens, NABS III                                                                            |
|  | |
|  | \| \| Clade 5:Armillaria bulbosa (SY22) Michigan \| \| \| \| \| \| Armillaria bulbosa (ST23) Wisconsin \| \| \| \| |
|  | |
|  | Clade 5:Armillaria bulbosa (SY22) Michigan                                                                         |
|  | |
|  | Armillaria bulbosa (ST23) Wisconsin                                                                                |
|  | |

|  | Clade 5:Armillaria bulbosa (SY22) Michigan |
|  |                                            |
|  | Armillaria bulbosa (ST23) Wisconsin        |
|  |                                            |

|  | Clade 5:Armillaria calvescens, NABS III                                                                            |
|  | |
|  | \| \| Clade 5:Armillaria bulbosa (SY22) Michigan \| \| \| \| \| \| Armillaria bulbosa (ST23) Wisconsin \| \| \| \| |
|  | |
|  | Clade 5:Armillaria bulbosa (SY22) Michigan                                                                         |
|  | |
|  | Armillaria bulbosa (ST23) Wisconsin                                                                                |
|  | |

|  | Clade 5:Armillaria bulbosa (SY22) Michigan |
|  |                                            |
|  | Armillaria bulbosa (ST23) Wisconsin        |
|  |                                            |

|  | Clade 2:Armillaria sinapina NABS (IV) V          |
|  |                                                  |
|  | Clade 3: Armillaria cepistipes (NABS XI) = EBS B |
|  |                                                  |

|  | Clade 2: Armillaria solidipes, NABS I = EBS D |
|  |                                               |
|  | Armillaria gemina, NABS II                    |
|  |                                               |

|  | Clade 5:Armillaria calvescens, NABS III                                                                            |
|  | |
|  | \| \| Clade 5:Armillaria bulbosa (SY22) Michigan \| \| \| \| \| \| Armillaria bulbosa (ST23) Wisconsin \| \| \| \| |
|  | |
|  | Clade 5:Armillaria bulbosa (SY22) Michigan                                                                         |
|  | |
|  | Armillaria bulbosa (ST23) Wisconsin                                                                                |
|  | |

|  | Clade 5:Armillaria bulbosa (SY22) Michigan |
|  |                                            |
|  | Armillaria bulbosa (ST23) Wisconsin        |
|  |                                            |

|  | Clade 5:Armillaria calvescens, NABS III                                                                            |
|  | |
|  | \| \| Clade 5:Armillaria bulbosa (SY22) Michigan \| \| \| \| \| \| Armillaria bulbosa (ST23) Wisconsin \| \| \| \| |
|  | |
|  | Clade 5:Armillaria bulbosa (SY22) Michigan                                                                         |
|  | |
|  | Armillaria bulbosa (ST23) Wisconsin                                                                                |
|  | |

|  | Clade 5:Armillaria bulbosa (SY22) Michigan |
|  |                                            |
|  | Armillaria bulbosa (ST23) Wisconsin        |
|  |                                            |

|  | Clade 2:Armillaria sinapina NABS (IV) V          |
|  |                                                  |
|  | Clade 3: Armillaria cepistipes (NABS XI) = EBS B |
|  |                                                  |

|  | Clade 5:Armillaria calvescens, NABS III                                                                            |
|  | |
|  | \| \| Clade 5:Armillaria bulbosa (SY22) Michigan \| \| \| \| \| \| Armillaria bulbosa (ST23) Wisconsin \| \| \| \| |
|  | |
|  | Clade 5:Armillaria bulbosa (SY22) Michigan                                                                         |
|  | |
|  | Armillaria bulbosa (ST23) Wisconsin                                                                                |
|  | |

|  | Clade 5:Armillaria bulbosa (SY22) Michigan |
|  |                                            |
|  | Armillaria bulbosa (ST23) Wisconsin        |
|  |                                            |

|  | Clade 5:Armillaria calvescens, NABS III                                                                            |
|  | |
|  | \| \| Clade 5:Armillaria bulbosa (SY22) Michigan \| \| \| \| \| \| Armillaria bulbosa (ST23) Wisconsin \| \| \| \| |
|  | |
|  | Clade 5:Armillaria bulbosa (SY22) Michigan                                                                         |
|  | |
|  | Armillaria bulbosa (ST23) Wisconsin                                                                                |
|  | |

|  | Clade 5:Armillaria bulbosa (SY22) Michigan |
|  |                                            |
|  | Armillaria bulbosa (ST23) Wisconsin        |
|  |                                            |

|  | Clade 2:Armillaria sinapina NABS (IV) V          |
|  |                                                  |
|  | Clade 3: Armillaria cepistipes (NABS XI) = EBS B |
|  |                                                  |

|  | Clade 2: Armillaria solidipes, NABS I = EBS D |
|  |                                               |
|  | Armillaria gemina, NABS II                    |
|  |                                               |

|  | Clade 5:Armillaria calvescens, NABS III                                                                            |
|  | |
|  | \| \| Clade 5:Armillaria bulbosa (SY22) Michigan \| \| \| \| \| \| Armillaria bulbosa (ST23) Wisconsin \| \| \| \| |
|  | |
|  | Clade 5:Armillaria bulbosa (SY22) Michigan                                                                         |
|  | |
|  | Armillaria bulbosa (ST23) Wisconsin                                                                                |
|  | |

|  | Clade 5:Armillaria bulbosa (SY22) Michigan |
|  |                                            |
|  | Armillaria bulbosa (ST23) Wisconsin        |
|  |                                            |

|  | Clade 5:Armillaria calvescens, NABS III                                                                            |
|  | |
|  | \| \| Clade 5:Armillaria bulbosa (SY22) Michigan \| \| \| \| \| \| Armillaria bulbosa (ST23) Wisconsin \| \| \| \| |
|  | |
|  | Clade 5:Armillaria bulbosa (SY22) Michigan                                                                         |
|  | |
|  | Armillaria bulbosa (ST23) Wisconsin                                                                                |
|  | |

|  | Clade 5:Armillaria bulbosa (SY22) Michigan |
|  |                                            |
|  | Armillaria bulbosa (ST23) Wisconsin        |
|  |                                            |

|  | Clade 2:Armillaria sinapina NABS (IV) V          |
|  |                                                  |
|  | Clade 3: Armillaria cepistipes (NABS XI) = EBS B |
|  |                                                  |

|  | Clade 5:Armillaria calvescens, NABS III                                                                            |
|  | |
|  | \| \| Clade 5:Armillaria bulbosa (SY22) Michigan \| \| \| \| \| \| Armillaria bulbosa (ST23) Wisconsin \| \| \| \| |
|  | |
|  | Clade 5:Armillaria bulbosa (SY22) Michigan                                                                         |
|  | |
|  | Armillaria bulbosa (ST23) Wisconsin                                                                                |
|  | |

|  | Clade 5:Armillaria bulbosa (SY22) Michigan |
|  |                                            |
|  | Armillaria bulbosa (ST23) Wisconsin        |
|  |                                            |

|  | Clade 5:Armillaria calvescens, NABS III                                                                            |
|  | |
|  | \| \| Clade 5:Armillaria bulbosa (SY22) Michigan \| \| \| \| \| \| Armillaria bulbosa (ST23) Wisconsin \| \| \| \| |
|  | |
|  | Clade 5:Armillaria bulbosa (SY22) Michigan                                                                         |
|  | |
|  | Armillaria bulbosa (ST23) Wisconsin                                                                                |
|  | |

|  | Clade 5:Armillaria bulbosa (SY22) Michigan |
|  |                                            |
|  | Armillaria bulbosa (ST23) Wisconsin        |
|  |                                            |

|  | Clade 2:Armillaria sinapina NABS (IV) V          |
|  |                                                  |
|  | Clade 3: Armillaria cepistipes (NABS XI) = EBS B |
|  |                                                  |

|  | Clade 2: Armillaria solidipes, NABS I = EBS D |
|  |                                               |
|  | Armillaria gemina, NABS II                    |
|  |                                               |

|  | Clade 5:Armillaria calvescens, NABS III                                                                            |
|  | |
|  | \| \| Clade 5:Armillaria bulbosa (SY22) Michigan \| \| \| \| \| \| Armillaria bulbosa (ST23) Wisconsin \| \| \| \| |
|  | |
|  | Clade 5:Armillaria bulbosa (SY22) Michigan                                                                         |
|  | |
|  | Armillaria bulbosa (ST23) Wisconsin                                                                                |
|  | |

|  | Clade 5:Armillaria bulbosa (SY22) Michigan |
|  |                                            |
|  | Armillaria bulbosa (ST23) Wisconsin        |
|  |                                            |

|  | Clade 5:Armillaria calvescens, NABS III                                                                            |
|  | |
|  | \| \| Clade 5:Armillaria bulbosa (SY22) Michigan \| \| \| \| \| \| Armillaria bulbosa (ST23) Wisconsin \| \| \| \| |
|  | |
|  | Clade 5:Armillaria bulbosa (SY22) Michigan                                                                         |
|  | |
|  | Armillaria bulbosa (ST23) Wisconsin                                                                                |
|  | |

|  | Clade 5:Armillaria bulbosa (SY22) Michigan |
|  |                                            |
|  | Armillaria bulbosa (ST23) Wisconsin        |
|  |                                            |

|  | Clade 2:Armillaria sinapina NABS (IV) V          |
|  |                                                  |
|  | Clade 3: Armillaria cepistipes (NABS XI) = EBS B |
|  |                                                  |

|  | Clade 5:Armillaria calvescens, NABS III                                                                            |
|  | |
|  | \| \| Clade 5:Armillaria bulbosa (SY22) Michigan \| \| \| \| \| \| Armillaria bulbosa (ST23) Wisconsin \| \| \| \| |
|  | |
|  | Clade 5:Armillaria bulbosa (SY22) Michigan                                                                         |
|  | |
|  | Armillaria bulbosa (ST23) Wisconsin                                                                                |
|  | |

|  | Clade 5:Armillaria bulbosa (SY22) Michigan |
|  |                                            |
|  | Armillaria bulbosa (ST23) Wisconsin        |
|  |                                            |

|  | Clade 5:Armillaria calvescens, NABS III                                                                            |
|  | |
|  | \| \| Clade 5:Armillaria bulbosa (SY22) Michigan \| \| \| \| \| \| Armillaria bulbosa (ST23) Wisconsin \| \| \| \| |
|  | |
|  | Clade 5:Armillaria bulbosa (SY22) Michigan                                                                         |
|  | |
|  | Armillaria bulbosa (ST23) Wisconsin                                                                                |
|  | |

|  | Clade 5:Armillaria bulbosa (SY22) Michigan |
|  |                                            |
|  | Armillaria bulbosa (ST23) Wisconsin        |
|  |                                            |

|  | Clade 2:Armillaria sinapina NABS (IV) V          |
|  |                                                  |
|  | Clade 3: Armillaria cepistipes (NABS XI) = EBS B |
|  |                                                  |

|  | Clade 2: Armillaria solidipes, NABS I = EBS D |
|  |                                               |
|  | Armillaria gemina, NABS II                    |
|  |                                               |

|  | Clade 5:Armillaria calvescens, NABS III                                                                            |
|  | |
|  | \| \| Clade 5:Armillaria bulbosa (SY22) Michigan \| \| \| \| \| \| Armillaria bulbosa (ST23) Wisconsin \| \| \| \| |
|  | |
|  | Clade 5:Armillaria bulbosa (SY22) Michigan                                                                         |
|  | |
|  | Armillaria bulbosa (ST23) Wisconsin                                                                                |
|  | |

|  | Clade 5:Armillaria bulbosa (SY22) Michigan |
|  |                                            |
|  | Armillaria bulbosa (ST23) Wisconsin        |
|  |                                            |

|  | Clade 5:Armillaria calvescens, NABS III                                                                            |
|  | |
|  | \| \| Clade 5:Armillaria bulbosa (SY22) Michigan \| \| \| \| \| \| Armillaria bulbosa (ST23) Wisconsin \| \| \| \| |
|  | |
|  | Clade 5:Armillaria bulbosa (SY22) Michigan                                                                         |
|  | |
|  | Armillaria bulbosa (ST23) Wisconsin                                                                                |
|  | |

|  | Clade 5:Armillaria bulbosa (SY22) Michigan |
|  |                                            |
|  | Armillaria bulbosa (ST23) Wisconsin        |
|  |                                            |

|  | Clade 2:Armillaria sinapina NABS (IV) V          |
|  |                                                  |
|  | Clade 3: Armillaria cepistipes (NABS XI) = EBS B |
|  |                                                  |

|  | Clade 5:Armillaria calvescens, NABS III                                                                            |
|  | |
|  | \| \| Clade 5:Armillaria bulbosa (SY22) Michigan \| \| \| \| \| \| Armillaria bulbosa (ST23) Wisconsin \| \| \| \| |
|  | |
|  | Clade 5:Armillaria bulbosa (SY22) Michigan                                                                         |
|  | |
|  | Armillaria bulbosa (ST23) Wisconsin                                                                                |
|  | |

|  | Clade 5:Armillaria bulbosa (SY22) Michigan |
|  |                                            |
|  | Armillaria bulbosa (ST23) Wisconsin        |
|  |                                            |

|  | Clade 5:Armillaria calvescens, NABS III                                                                            |
|  | |
|  | \| \| Clade 5:Armillaria bulbosa (SY22) Michigan \| \| \| \| \| \| Armillaria bulbosa (ST23) Wisconsin \| \| \| \| |
|  | |
|  | Clade 5:Armillaria bulbosa (SY22) Michigan                                                                         |
|  | |
|  | Armillaria bulbosa (ST23) Wisconsin                                                                                |
|  | |

|  | Clade 5:Armillaria bulbosa (SY22) Michigan |
|  |                                            |
|  | Armillaria bulbosa (ST23) Wisconsin        |
|  |                                            |

|  | Clade 2:Armillaria sinapina NABS (IV) V          |
|  |                                                  |
|  | Clade 3: Armillaria cepistipes (NABS XI) = EBS B |
|  |                                                  |

|  | Clade 2: Armillaria solidipes, NABS I = EBS D |
|  |                                               |
|  | Armillaria gemina, NABS II                    |
|  |                                               |

|  | Clade 5:Armillaria calvescens, NABS III                                                                            |
|  | |
|  | \| \| Clade 5:Armillaria bulbosa (SY22) Michigan \| \| \| \| \| \| Armillaria bulbosa (ST23) Wisconsin \| \| \| \| |
|  | |
|  | Clade 5:Armillaria bulbosa (SY22) Michigan                                                                         |
|  | |
|  | Armillaria bulbosa (ST23) Wisconsin                                                                                |
|  | |

|  | Clade 5:Armillaria bulbosa (SY22) Michigan |
|  |                                            |
|  | Armillaria bulbosa (ST23) Wisconsin        |
|  |                                            |

|  | Clade 5:Armillaria calvescens, NABS III                                                                            |
|  | |
|  | \| \| Clade 5:Armillaria bulbosa (SY22) Michigan \| \| \| \| \| \| Armillaria bulbosa (ST23) Wisconsin \| \| \| \| |
|  | |
|  | Clade 5:Armillaria bulbosa (SY22) Michigan                                                                         |
|  | |
|  | Armillaria bulbosa (ST23) Wisconsin                                                                                |
|  | |

|  | Clade 5:Armillaria bulbosa (SY22) Michigan |
|  |                                            |
|  | Armillaria bulbosa (ST23) Wisconsin        |
|  |                                            |

|  | Clade 2:Armillaria sinapina NABS (IV) V          |
|  |                                                  |
|  | Clade 3: Armillaria cepistipes (NABS XI) = EBS B |
|  |                                                  |

|  | Clade 5:Armillaria calvescens, NABS III                                                                            |
|  | |
|  | \| \| Clade 5:Armillaria bulbosa (SY22) Michigan \| \| \| \| \| \| Armillaria bulbosa (ST23) Wisconsin \| \| \| \| |
|  | |
|  | Clade 5:Armillaria bulbosa (SY22) Michigan                                                                         |
|  | |
|  | Armillaria bulbosa (ST23) Wisconsin                                                                                |
|  | |

|  | Clade 5:Armillaria bulbosa (SY22) Michigan |
|  |                                            |
|  | Armillaria bulbosa (ST23) Wisconsin        |
|  |                                            |

|  | Clade 5:Armillaria calvescens, NABS III                                                                            |
|  | |
|  | \| \| Clade 5:Armillaria bulbosa (SY22) Michigan \| \| \| \| \| \| Armillaria bulbosa (ST23) Wisconsin \| \| \| \| |
|  | |
|  | Clade 5:Armillaria bulbosa (SY22) Michigan                                                                         |
|  | |
|  | Armillaria bulbosa (ST23) Wisconsin                                                                                |
|  | |

|  | Clade 5:Armillaria bulbosa (SY22) Michigan |
|  |                                            |
|  | Armillaria bulbosa (ST23) Wisconsin        |
|  |                                            |

|  | Clade 2:Armillaria sinapina NABS (IV) V          |
|  |                                                  |
|  | Clade 3: Armillaria cepistipes (NABS XI) = EBS B |
|  |                                                  |

|  | Clade 2: Armillaria solidipes, NABS I = EBS D |
|  |                                               |
|  | Armillaria gemina, NABS II                    |
|  |                                               |

|  | Clade 5:Armillaria calvescens, NABS III                                                                            |
|  | |
|  | \| \| Clade 5:Armillaria bulbosa (SY22) Michigan \| \| \| \| \| \| Armillaria bulbosa (ST23) Wisconsin \| \| \| \| |
|  | |
|  | Clade 5:Armillaria bulbosa (SY22) Michigan                                                                         |
|  | |
|  | Armillaria bulbosa (ST23) Wisconsin                                                                                |
|  | |

|  | Clade 5:Armillaria bulbosa (SY22) Michigan |
|  |                                            |
|  | Armillaria bulbosa (ST23) Wisconsin        |
|  |                                            |

|  | Clade 5:Armillaria calvescens, NABS III                                                                            |
|  | |
|  | \| \| Clade 5:Armillaria bulbosa (SY22) Michigan \| \| \| \| \| \| Armillaria bulbosa (ST23) Wisconsin \| \| \| \| |
|  | |
|  | Clade 5:Armillaria bulbosa (SY22) Michigan                                                                         |
|  | |
|  | Armillaria bulbosa (ST23) Wisconsin                                                                                |
|  | |

|  | Clade 5:Armillaria bulbosa (SY22) Michigan |
|  |                                            |
|  | Armillaria bulbosa (ST23) Wisconsin        |
|  |                                            |

|  | Clade 2:Armillaria sinapina NABS (IV) V          |
|  |                                                  |
|  | Clade 3: Armillaria cepistipes (NABS XI) = EBS B |
|  |                                                  |

|  | Clade 5:Armillaria calvescens, NABS III                                                                            |
|  | |
|  | \| \| Clade 5:Armillaria bulbosa (SY22) Michigan \| \| \| \| \| \| Armillaria bulbosa (ST23) Wisconsin \| \| \| \| |
|  | |
|  | Clade 5:Armillaria bulbosa (SY22) Michigan                                                                         |
|  | |
|  | Armillaria bulbosa (ST23) Wisconsin                                                                                |
|  | |

|  | Clade 5:Armillaria bulbosa (SY22) Michigan |
|  |                                            |
|  | Armillaria bulbosa (ST23) Wisconsin        |
|  |                                            |

|  | Clade 5:Armillaria calvescens, NABS III                                                                            |
|  | |
|  | \| \| Clade 5:Armillaria bulbosa (SY22) Michigan \| \| \| \| \| \| Armillaria bulbosa (ST23) Wisconsin \| \| \| \| |
|  | |
|  | Clade 5:Armillaria bulbosa (SY22) Michigan                                                                         |
|  | |
|  | Armillaria bulbosa (ST23) Wisconsin                                                                                |
|  | |

|  | Clade 5:Armillaria bulbosa (SY22) Michigan |
|  |                                            |
|  | Armillaria bulbosa (ST23) Wisconsin        |
|  |                                            |

|  | Clade 2:Armillaria sinapina NABS (IV) V          |
|  |                                                  |
|  | Clade 3: Armillaria cepistipes (NABS XI) = EBS B |
|  |                                                  |

|  | Clade 2: Armillaria solidipes, NABS I = EBS D |
|  |                                               |
|  | Armillaria gemina, NABS II                    |
|  |                                               |

|  | Clade 5:Armillaria calvescens, NABS III                                                                            |
|  | |
|  | \| \| Clade 5:Armillaria bulbosa (SY22) Michigan \| \| \| \| \| \| Armillaria bulbosa (ST23) Wisconsin \| \| \| \| |
|  | |
|  | Clade 5:Armillaria bulbosa (SY22) Michigan                                                                         |
|  | |
|  | Armillaria bulbosa (ST23) Wisconsin                                                                                |
|  | |

|  | Clade 5:Armillaria bulbosa (SY22) Michigan |
|  |                                            |
|  | Armillaria bulbosa (ST23) Wisconsin        |
|  |                                            |

|  | Clade 5:Armillaria calvescens, NABS III                                                                            |
|  | |
|  | \| \| Clade 5:Armillaria bulbosa (SY22) Michigan \| \| \| \| \| \| Armillaria bulbosa (ST23) Wisconsin \| \| \| \| |
|  | |
|  | Clade 5:Armillaria bulbosa (SY22) Michigan                                                                         |
|  | |
|  | Armillaria bulbosa (ST23) Wisconsin                                                                                |
|  | |

|  | Clade 5:Armillaria bulbosa (SY22) Michigan |
|  |                                            |
|  | Armillaria bulbosa (ST23) Wisconsin        |
|  |                                            |

|  | Clade 2:Armillaria sinapina NABS (IV) V          |
|  |                                                  |
|  | Clade 3: Armillaria cepistipes (NABS XI) = EBS B |
|  |                                                  |

|  | Clade 5:Armillaria calvescens, NABS III                                                                            |
|  | |
|  | \| \| Clade 5:Armillaria bulbosa (SY22) Michigan \| \| \| \| \| \| Armillaria bulbosa (ST23) Wisconsin \| \| \| \| |
|  | |
|  | Clade 5:Armillaria bulbosa (SY22) Michigan                                                                         |
|  | |
|  | Armillaria bulbosa (ST23) Wisconsin                                                                                |
|  | |

|  | Clade 5:Armillaria bulbosa (SY22) Michigan |
|  |                                            |
|  | Armillaria bulbosa (ST23) Wisconsin        |
|  |                                            |

|  | Clade 5:Armillaria calvescens, NABS III                                                                            |
|  | |
|  | \| \| Clade 5:Armillaria bulbosa (SY22) Michigan \| \| \| \| \| \| Armillaria bulbosa (ST23) Wisconsin \| \| \| \| |
|  | |
|  | Clade 5:Armillaria bulbosa (SY22) Michigan                                                                         |
|  | |
|  | Armillaria bulbosa (ST23) Wisconsin                                                                                |
|  | |

|  | Clade 5:Armillaria bulbosa (SY22) Michigan |
|  |                                            |
|  | Armillaria bulbosa (ST23) Wisconsin        |
|  |                                            |

|  | Clade 2:Armillaria sinapina NABS (IV) V          |
|  |                                                  |
|  | Clade 3: Armillaria cepistipes (NABS XI) = EBS B |
|  |                                                  |

|  | Clade 2: Armillaria solidipes, NABS I = EBS D |
|  |                                               |
|  | Armillaria gemina, NABS II                    |
|  |                                               |

|  | Clade 5:Armillaria calvescens, NABS III                                                                            |
|  | |
|  | \| \| Clade 5:Armillaria bulbosa (SY22) Michigan \| \| \| \| \| \| Armillaria bulbosa (ST23) Wisconsin \| \| \| \| |
|  | |
|  | Clade 5:Armillaria bulbosa (SY22) Michigan                                                                         |
|  | |
|  | Armillaria bulbosa (ST23) Wisconsin                                                                                |
|  | |

|  | Clade 5:Armillaria bulbosa (SY22) Michigan |
|  |                                            |
|  | Armillaria bulbosa (ST23) Wisconsin        |
|  |                                            |

|  | Clade 5:Armillaria calvescens, NABS III                                                                            |
|  | |
|  | \| \| Clade 5:Armillaria bulbosa (SY22) Michigan \| \| \| \| \| \| Armillaria bulbosa (ST23) Wisconsin \| \| \| \| |
|  | |
|  | Clade 5:Armillaria bulbosa (SY22) Michigan                                                                         |
|  | |
|  | Armillaria bulbosa (ST23) Wisconsin                                                                                |
|  | |

|  | Clade 5:Armillaria bulbosa (SY22) Michigan |
|  |                                            |
|  | Armillaria bulbosa (ST23) Wisconsin        |
|  |                                            |

|  | Clade 2:Armillaria sinapina NABS (IV) V          |
|  |                                                  |
|  | Clade 3: Armillaria cepistipes (NABS XI) = EBS B |
|  |                                                  |

|  | Clade 5:Armillaria calvescens, NABS III                                                                            |
|  | |
|  | \| \| Clade 5:Armillaria bulbosa (SY22) Michigan \| \| \| \| \| \| Armillaria bulbosa (ST23) Wisconsin \| \| \| \| |
|  | |
|  | Clade 5:Armillaria bulbosa (SY22) Michigan                                                                         |
|  | |
|  | Armillaria bulbosa (ST23) Wisconsin                                                                                |
|  | |

|  | Clade 5:Armillaria bulbosa (SY22) Michigan |
|  |                                            |
|  | Armillaria bulbosa (ST23) Wisconsin        |
|  |                                            |

|  | Clade 5:Armillaria calvescens, NABS III                                                                            |
|  | |
|  | \| \| Clade 5:Armillaria bulbosa (SY22) Michigan \| \| \| \| \| \| Armillaria bulbosa (ST23) Wisconsin \| \| \| \| |
|  | |
|  | Clade 5:Armillaria bulbosa (SY22) Michigan                                                                         |
|  | |
|  | Armillaria bulbosa (ST23) Wisconsin                                                                                |
|  | |

|  | Clade 5:Armillaria bulbosa (SY22) Michigan |
|  |                                            |
|  | Armillaria bulbosa (ST23) Wisconsin        |
|  |                                            |

|  | Clade 2:Armillaria sinapina NABS (IV) V          |
|  |                                                  |
|  | Clade 3: Armillaria cepistipes (NABS XI) = EBS B |
|  |                                                  |

|  | Clade 2: Armillaria solidipes, NABS I = EBS D |
|  |                                               |
|  | Armillaria gemina, NABS II                    |
|  |                                               |

|  | Clade 5:Armillaria calvescens, NABS III                                                                            |
|  | |
|  | \| \| Clade 5:Armillaria bulbosa (SY22) Michigan \| \| \| \| \| \| Armillaria bulbosa (ST23) Wisconsin \| \| \| \| |
|  | |
|  | Clade 5:Armillaria bulbosa (SY22) Michigan                                                                         |
|  | |
|  | Armillaria bulbosa (ST23) Wisconsin                                                                                |
|  | |

|  | Clade 5:Armillaria bulbosa (SY22) Michigan |
|  |                                            |
|  | Armillaria bulbosa (ST23) Wisconsin        |
|  |                                            |

|  | Clade 5:Armillaria calvescens, NABS III                                                                            |
|  | |
|  | \| \| Clade 5:Armillaria bulbosa (SY22) Michigan \| \| \| \| \| \| Armillaria bulbosa (ST23) Wisconsin \| \| \| \| |
|  | |
|  | Clade 5:Armillaria bulbosa (SY22) Michigan                                                                         |
|  | |
|  | Armillaria bulbosa (ST23) Wisconsin                                                                                |
|  | |

|  | Clade 5:Armillaria bulbosa (SY22) Michigan |
|  |                                            |
|  | Armillaria bulbosa (ST23) Wisconsin        |
|  |                                            |

|  | Clade 2:Armillaria sinapina NABS (IV) V          |
|  |                                                  |
|  | Clade 3: Armillaria cepistipes (NABS XI) = EBS B |
|  |                                                  |

|  | Clade 5:Armillaria calvescens, NABS III                                                                            |
|  | |
|  | \| \| Clade 5:Armillaria bulbosa (SY22) Michigan \| \| \| \| \| \| Armillaria bulbosa (ST23) Wisconsin \| \| \| \| |
|  | |
|  | Clade 5:Armillaria bulbosa (SY22) Michigan                                                                         |
|  | |
|  | Armillaria bulbosa (ST23) Wisconsin                                                                                |
|  | |

|  | Clade 5:Armillaria bulbosa (SY22) Michigan |
|  |                                            |
|  | Armillaria bulbosa (ST23) Wisconsin        |
|  |                                            |

|  | Clade 5:Armillaria calvescens, NABS III                                                                            |
|  | |
|  | \| \| Clade 5:Armillaria bulbosa (SY22) Michigan \| \| \| \| \| \| Armillaria bulbosa (ST23) Wisconsin \| \| \| \| |
|  | |
|  | Clade 5:Armillaria bulbosa (SY22) Michigan                                                                         |
|  | |
|  | Armillaria bulbosa (ST23) Wisconsin                                                                                |
|  | |

|  | Clade 5:Armillaria bulbosa (SY22) Michigan |
|  |                                            |
|  | Armillaria bulbosa (ST23) Wisconsin        |
|  |                                            |

|  | Clade 2:Armillaria sinapina NABS (IV) V          |
|  |                                                  |
|  | Clade 3: Armillaria cepistipes (NABS XI) = EBS B |
|  |                                                  |

|  | Clade 2: Armillaria solidipes, NABS I = EBS D |
|  |                                               |
|  | Armillaria gemina, NABS II                    |
|  |                                               |

|  | Clade 5:Armillaria calvescens, NABS III                                                                            |
|  | |
|  | \| \| Clade 5:Armillaria bulbosa (SY22) Michigan \| \| \| \| \| \| Armillaria bulbosa (ST23) Wisconsin \| \| \| \| |
|  | |
|  | Clade 5:Armillaria bulbosa (SY22) Michigan                                                                         |
|  | |
|  | Armillaria bulbosa (ST23) Wisconsin                                                                                |
|  | |

|  | Clade 5:Armillaria bulbosa (SY22) Michigan |
|  |                                            |
|  | Armillaria bulbosa (ST23) Wisconsin        |
|  |                                            |

|  | Clade 5:Armillaria calvescens, NABS III                                                                            |
|  | |
|  | \| \| Clade 5:Armillaria bulbosa (SY22) Michigan \| \| \| \| \| \| Armillaria bulbosa (ST23) Wisconsin \| \| \| \| |
|  | |
|  | Clade 5:Armillaria bulbosa (SY22) Michigan                                                                         |
|  | |
|  | Armillaria bulbosa (ST23) Wisconsin                                                                                |
|  | |

|  | Clade 5:Armillaria bulbosa (SY22) Michigan |
|  |                                            |
|  | Armillaria bulbosa (ST23) Wisconsin        |
|  |                                            |

|  | Clade 2:Armillaria sinapina NABS (IV) V          |
|  |                                                  |
|  | Clade 3: Armillaria cepistipes (NABS XI) = EBS B |
|  |                                                  |

|  | Clade 5:Armillaria calvescens, NABS III                                                                            |
|  | |
|  | \| \| Clade 5:Armillaria bulbosa (SY22) Michigan \| \| \| \| \| \| Armillaria bulbosa (ST23) Wisconsin \| \| \| \| |
|  | |
|  | Clade 5:Armillaria bulbosa (SY22) Michigan                                                                         |
|  | |
|  | Armillaria bulbosa (ST23) Wisconsin                                                                                |
|  | |

|  | Clade 5:Armillaria bulbosa (SY22) Michigan |
|  |                                            |
|  | Armillaria bulbosa (ST23) Wisconsin        |
|  |                                            |

|  | Clade 5:Armillaria calvescens, NABS III                                                                            |
|  | |
|  | \| \| Clade 5:Armillaria bulbosa (SY22) Michigan \| \| \| \| \| \| Armillaria bulbosa (ST23) Wisconsin \| \| \| \| |
|  | |
|  | Clade 5:Armillaria bulbosa (SY22) Michigan                                                                         |
|  | |
|  | Armillaria bulbosa (ST23) Wisconsin                                                                                |
|  | |

|  | Clade 5:Armillaria bulbosa (SY22) Michigan |
|  |                                            |
|  | Armillaria bulbosa (ST23) Wisconsin        |
|  |                                            |

|  | Clade 2:Armillaria sinapina NABS (IV) V          |
|  |                                                  |
|  | Clade 3: Armillaria cepistipes (NABS XI) = EBS B |
|  |                                                  |

|  | Clade 2: Armillaria solidipes, NABS I = EBS D |
|  |                                               |
|  | Armillaria gemina, NABS II                    |
|  |                                               |

|  | Clade 5:Armillaria calvescens, NABS III                                                                            |
|  | |
|  | \| \| Clade 5:Armillaria bulbosa (SY22) Michigan \| \| \| \| \| \| Armillaria bulbosa (ST23) Wisconsin \| \| \| \| |
|  | |
|  | Clade 5:Armillaria bulbosa (SY22) Michigan                                                                         |
|  | |
|  | Armillaria bulbosa (ST23) Wisconsin                                                                                |
|  | |

|  | Clade 5:Armillaria bulbosa (SY22) Michigan |
|  |                                            |
|  | Armillaria bulbosa (ST23) Wisconsin        |
|  |                                            |

|  | Clade 5:Armillaria calvescens, NABS III                                                                            |
|  | |
|  | \| \| Clade 5:Armillaria bulbosa (SY22) Michigan \| \| \| \| \| \| Armillaria bulbosa (ST23) Wisconsin \| \| \| \| |
|  | |
|  | Clade 5:Armillaria bulbosa (SY22) Michigan                                                                         |
|  | |
|  | Armillaria bulbosa (ST23) Wisconsin                                                                                |
|  | |

|  | Clade 5:Armillaria bulbosa (SY22) Michigan |
|  |                                            |
|  | Armillaria bulbosa (ST23) Wisconsin        |
|  |                                            |

|  | Clade 2:Armillaria sinapina NABS (IV) V          |
|  |                                                  |
|  | Clade 3: Armillaria cepistipes (NABS XI) = EBS B |
|  |                                                  |

|  | Clade 5:Armillaria calvescens, NABS III                                                                            |
|  | |
|  | \| \| Clade 5:Armillaria bulbosa (SY22) Michigan \| \| \| \| \| \| Armillaria bulbosa (ST23) Wisconsin \| \| \| \| |
|  | |
|  | Clade 5:Armillaria bulbosa (SY22) Michigan                                                                         |
|  | |
|  | Armillaria bulbosa (ST23) Wisconsin                                                                                |
|  | |

|  | Clade 5:Armillaria bulbosa (SY22) Michigan |
|  |                                            |
|  | Armillaria bulbosa (ST23) Wisconsin        |
|  |                                            |

|  | Clade 5:Armillaria calvescens, NABS III                                                                            |
|  | |
|  | \| \| Clade 5:Armillaria bulbosa (SY22) Michigan \| \| \| \| \| \| Armillaria bulbosa (ST23) Wisconsin \| \| \| \| |
|  | |
|  | Clade 5:Armillaria bulbosa (SY22) Michigan                                                                         |
|  | |
|  | Armillaria bulbosa (ST23) Wisconsin                                                                                |
|  | |

|  | Clade 5:Armillaria bulbosa (SY22) Michigan |
|  |                                            |
|  | Armillaria bulbosa (ST23) Wisconsin        |
|  |                                            |

|  | Clade 2:Armillaria sinapina NABS (IV) V          |
|  |                                                  |
|  | Clade 3: Armillaria cepistipes (NABS XI) = EBS B |
|  |                                                  |

|  | Clade 2: Armillaria solidipes, NABS I = EBS D |
|  |                                               |
|  | Armillaria gemina, NABS II                    |
|  |                                               |

|  | Clade 5:Armillaria calvescens, NABS III                                                                            |
|  | |
|  | \| \| Clade 5:Armillaria bulbosa (SY22) Michigan \| \| \| \| \| \| Armillaria bulbosa (ST23) Wisconsin \| \| \| \| |
|  | |
|  | Clade 5:Armillaria bulbosa (SY22) Michigan                                                                         |
|  | |
|  | Armillaria bulbosa (ST23) Wisconsin                                                                                |
|  | |

|  | Clade 5:Armillaria bulbosa (SY22) Michigan |
|  |                                            |
|  | Armillaria bulbosa (ST23) Wisconsin        |
|  |                                            |

|  | Clade 5:Armillaria calvescens, NABS III                                                                            |
|  | |
|  | \| \| Clade 5:Armillaria bulbosa (SY22) Michigan \| \| \| \| \| \| Armillaria bulbosa (ST23) Wisconsin \| \| \| \| |
|  | |
|  | Clade 5:Armillaria bulbosa (SY22) Michigan                                                                         |
|  | |
|  | Armillaria bulbosa (ST23) Wisconsin                                                                                |
|  | |

|  | Clade 5:Armillaria bulbosa (SY22) Michigan |
|  |                                            |
|  | Armillaria bulbosa (ST23) Wisconsin        |
|  |                                            |

|  | Clade 2:Armillaria sinapina NABS (IV) V          |
|  |                                                  |
|  | Clade 3: Armillaria cepistipes (NABS XI) = EBS B |
|  |                                                  |

|  | Clade 5:Armillaria calvescens, NABS III                                                                            |
|  | |
|  | \| \| Clade 5:Armillaria bulbosa (SY22) Michigan \| \| \| \| \| \| Armillaria bulbosa (ST23) Wisconsin \| \| \| \| |
|  | |
|  | Clade 5:Armillaria bulbosa (SY22) Michigan                                                                         |
|  | |
|  | Armillaria bulbosa (ST23) Wisconsin                                                                                |
|  | |

|  | Clade 5:Armillaria bulbosa (SY22) Michigan |
|  |                                            |
|  | Armillaria bulbosa (ST23) Wisconsin        |
|  |                                            |

|  | Clade 5:Armillaria calvescens, NABS III                                                                            |
|  | |
|  | \| \| Clade 5:Armillaria bulbosa (SY22) Michigan \| \| \| \| \| \| Armillaria bulbosa (ST23) Wisconsin \| \| \| \| |
|  | |
|  | Clade 5:Armillaria bulbosa (SY22) Michigan                                                                         |
|  | |
|  | Armillaria bulbosa (ST23) Wisconsin                                                                                |
|  | |

|  | Clade 5:Armillaria bulbosa (SY22) Michigan |
|  |                                            |
|  | Armillaria bulbosa (ST23) Wisconsin        |
|  |                                            |

|  | Clade 2:Armillaria sinapina NABS (IV) V          |
|  |                                                  |
|  | Clade 3: Armillaria cepistipes (NABS XI) = EBS B |
|  |                                                  |

|  | Clade 2: Armillaria solidipes, NABS I = EBS D |
|  |                                               |
|  | Armillaria gemina, NABS II                    |
|  |                                               |

|  | Clade 5:Armillaria calvescens, NABS III                                                                            |
|  | |
|  | \| \| Clade 5:Armillaria bulbosa (SY22) Michigan \| \| \| \| \| \| Armillaria bulbosa (ST23) Wisconsin \| \| \| \| |
|  | |
|  | Clade 5:Armillaria bulbosa (SY22) Michigan                                                                         |
|  | |
|  | Armillaria bulbosa (ST23) Wisconsin                                                                                |
|  | |

|  | Clade 5:Armillaria bulbosa (SY22) Michigan |
|  |                                            |
|  | Armillaria bulbosa (ST23) Wisconsin        |
|  |                                            |

|  | Clade 5:Armillaria calvescens, NABS III                                                                            |
|  | |
|  | \| \| Clade 5:Armillaria bulbosa (SY22) Michigan \| \| \| \| \| \| Armillaria bulbosa (ST23) Wisconsin \| \| \| \| |
|  | |
|  | Clade 5:Armillaria bulbosa (SY22) Michigan                                                                         |
|  | |
|  | Armillaria bulbosa (ST23) Wisconsin                                                                                |
|  | |

|  | Clade 5:Armillaria bulbosa (SY22) Michigan |
|  |                                            |
|  | Armillaria bulbosa (ST23) Wisconsin        |
|  |                                            |

|  | Clade 2:Armillaria sinapina NABS (IV) V          |
|  |                                                  |
|  | Clade 3: Armillaria cepistipes (NABS XI) = EBS B |
|  |                                                  |

|  | Clade 5:Armillaria calvescens, NABS III                                                                            |
|  | |
|  | \| \| Clade 5:Armillaria bulbosa (SY22) Michigan \| \| \| \| \| \| Armillaria bulbosa (ST23) Wisconsin \| \| \| \| |
|  | |
|  | Clade 5:Armillaria bulbosa (SY22) Michigan                                                                         |
|  | |
|  | Armillaria bulbosa (ST23) Wisconsin                                                                                |
|  | |

|  | Clade 5:Armillaria bulbosa (SY22) Michigan |
|  |                                            |
|  | Armillaria bulbosa (ST23) Wisconsin        |
|  |                                            |

|  | Clade 5:Armillaria calvescens, NABS III                                                                            |
|  | |
|  | \| \| Clade 5:Armillaria bulbosa (SY22) Michigan \| \| \| \| \| \| Armillaria bulbosa (ST23) Wisconsin \| \| \| \| |
|  | |
|  | Clade 5:Armillaria bulbosa (SY22) Michigan                                                                         |
|  | |
|  | Armillaria bulbosa (ST23) Wisconsin                                                                                |
|  | |

|  | Clade 5:Armillaria bulbosa (SY22) Michigan |
|  |                                            |
|  | Armillaria bulbosa (ST23) Wisconsin        |
|  |                                            |

|  | Clade 2:Armillaria sinapina NABS (IV) V          |
|  |                                                  |
|  | Clade 3: Armillaria cepistipes (NABS XI) = EBS B |
|  |                                                  |

## Description
Les Armillaires présentent des sporophores généralement cespiteux (en troupes ou en touffes plus denses), aux chapeaux charnus généralement jaune-brun, un peu collants au toucher lorsqu'ils sont humides. Ils sont presque toujours ornés de squames qui restent sur le disque à maturité. Le pied est central, fibreux-charnu, fistuleux à creux, recouvert de traces de voile floculeux-membraneux, et portant une armille, anneau qui peut être fragile ou fugace (proie des limaces ou des intempéries). Les lames sont adnées, semi-décurrentes ou décurrentes. La sporée est blanche à crème,.

## Écologie
Les Armillaires se développent sur le bois vivant (champignons parasites) ou mort (champignons saprotrophes). À la différence de nombreux champignons qui ne s'attaquent qu'au bois mort, c'est aussi un parasite de faiblesse qui peut envahir les tissus d'arbres malades ou affaiblis par un stress hydrique grave, des blessures, une brûlure par la foudre, fente de gel, décollement de l'écorce dû au balancement de l'arbre dans une forte tempête, etc.
Certains ont des interactions symbiotiques.
Une armillaire âgée d'environ 1 000 ans et couvrant environ 37 ha a été découverte en Suisse.
Un champignon de l'espèce Armillaria solidipes dans la Forêt nationale de Malheur de la Strawberry Range dans l'est de l'Oregon aux États-Unis a été estimé comme étant la plus grande colonie de champignons au monde, s'étendant sur 9,6 kilomètres carrés de superficie. Cet organisme a été daté d'au moins 2 500 ans.

## Diagnostic de présence
Avant d'être visible par ses carpophores, ce champignon produit parfois au niveau du collet, entre l'écorce et le bois, un mycélium sous-cortical très caractéristique prenant la forme d'une peau élastique, douce et très solide, à légère odeur de champignon, qui ressemble très fortement en couleur et en texture à une « peau de chamois ».

## Industrie du bois

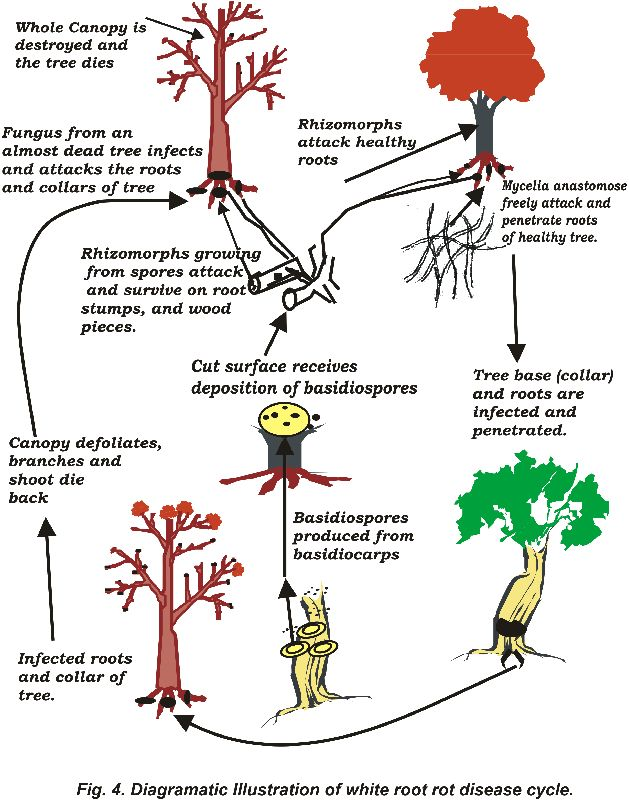
Cycle de développement de la pourriture racinaire.

Plusieurs espèces d'armillaires sont responsables d'une pourriture racinaire des arbres et arbustes (plus rarement des plantes herbacées vivaces), le pourridié-agaric, pouvant entraîner le dépérissement de rameaux et de branches. Agents de la pourriture blanche du bois, ils infectent les plantes ligneuses grâce à la propagation de leurs rhizomorphes (dont la croissance peut atteindre un mètre par an) qui s'étalent dans le sol à la recherche de ressources nutritionnelles et rencontrent des racines saines. Ils représentent, depuis les débuts de la pathologie forestière à la fin du XIXe siècle, un groupe très important de parasites à considérer en raison de leur impact.
Le développement de l'armillaire rend le bois impropre au sciage, car il crée des zones de fragilité. En stockage humide l'armilaire arrive quelquefois à se développer en dépit de toutes les précautions. Ainsi des stocks de chablis de pins maritimes, stockés sous arrosage après la tempête de 2009 en Aquitaine, ont été attaqués par l'armillaire et n'ont pu être valorisés en sciage. Par contre, la présence du champignon n'a pas altéré la possibilité de les valoriser en papèterie.

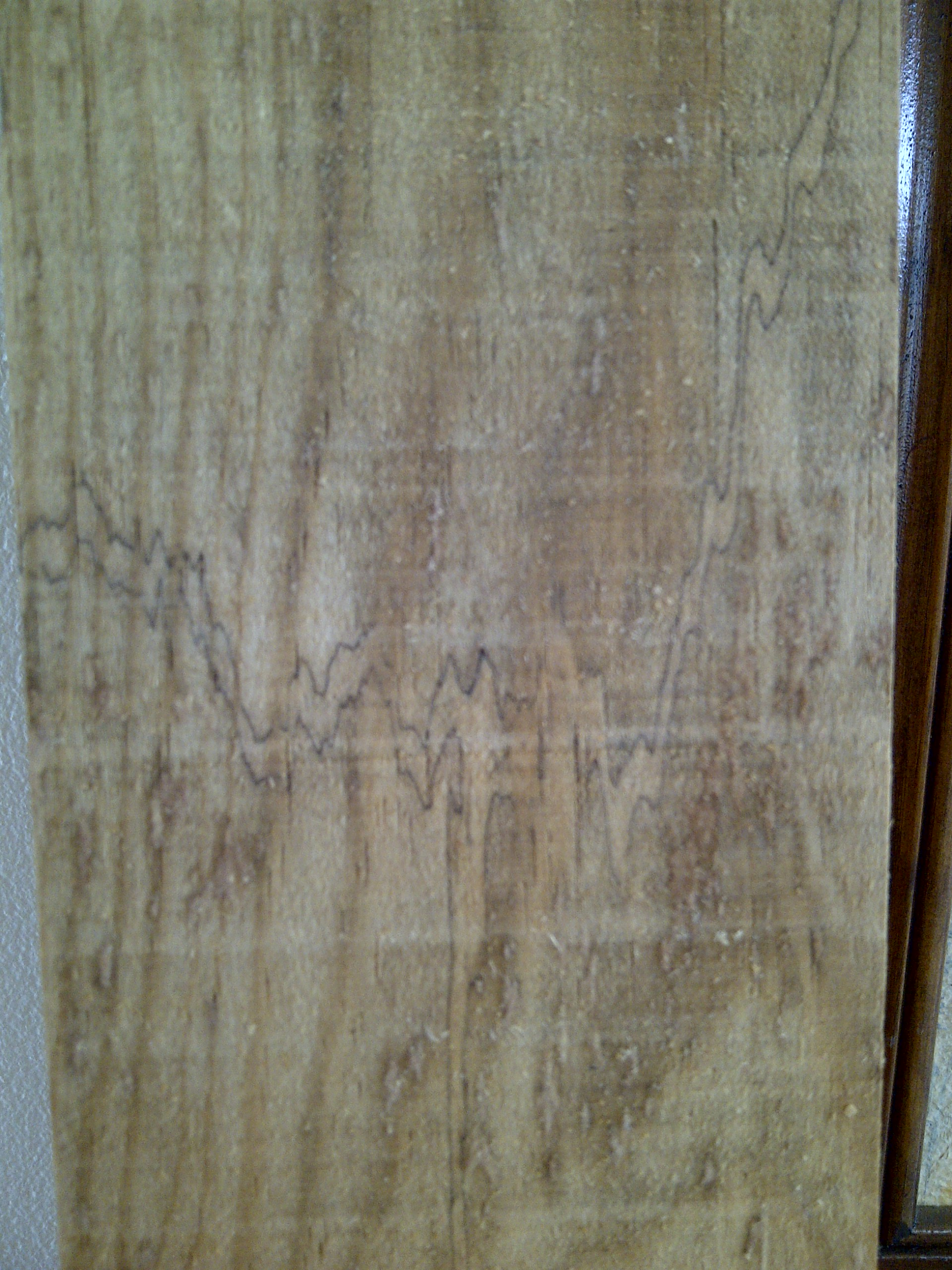
Marque laissée dans le bois par l'Armillaire

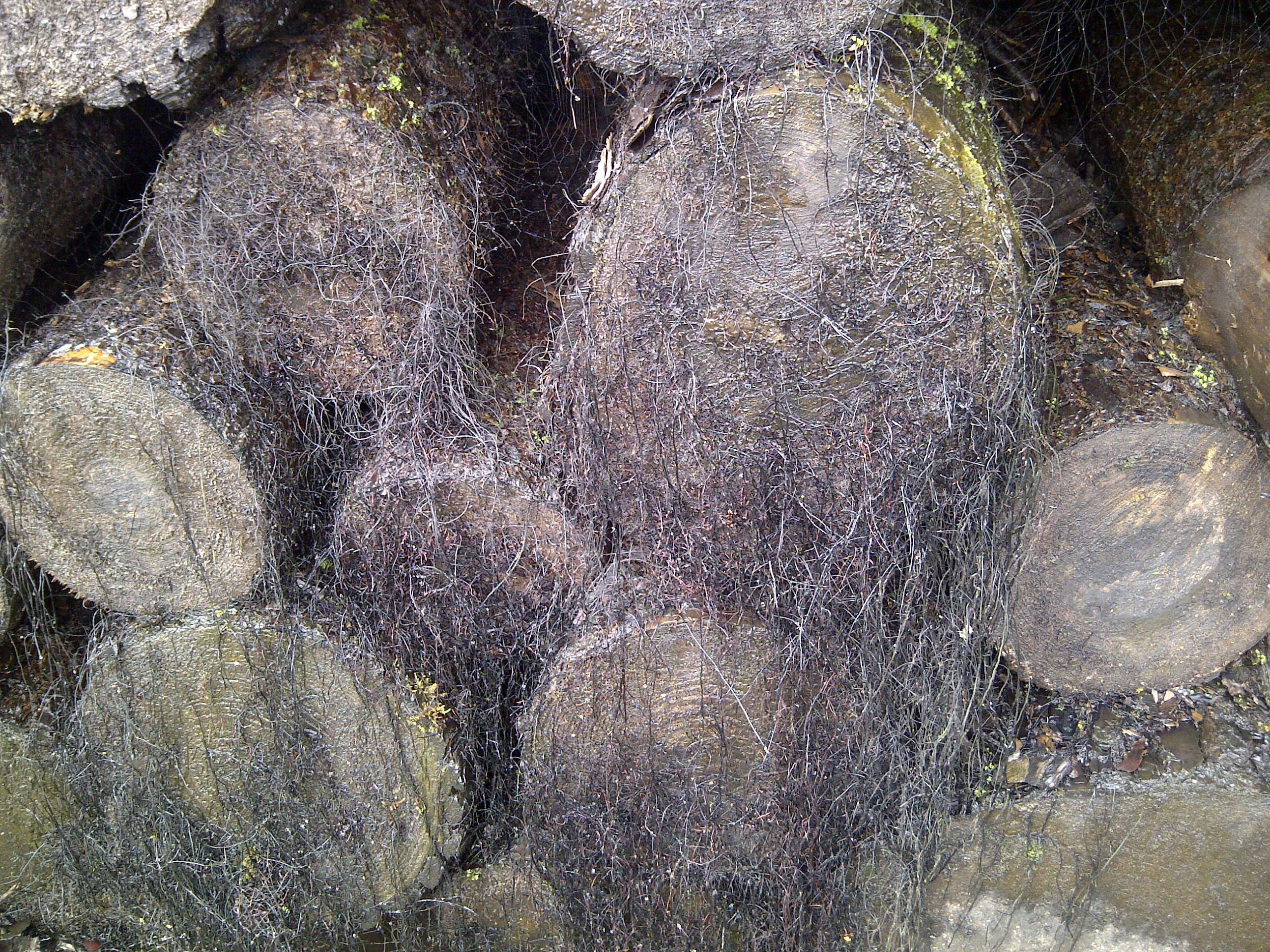
Filaments d'Armillaire développés sur des rondins de pins maritimes stockés sous aspersion

Plusieurs recherches de méthodes de lutte biologique contre les armillaires grâce à des champignons antagonistes (saprophytes qui réduisent le développement des armillaires mais n'attaquent pas le bois vivant : Hypholome en touffe, Ganoderme luisant, Phanerochaete velutina (en), Schizophyllum commune, Xylaire du bois, Polypore versicolore, mais aussi microchampignons tels que Trichoderma spp), sont menées au laboratoire,, et in situ,,.

## Principales espèces
Les principales espèces sont :
- Armillaria affinis
- Armillaria borealis
- Armillaria calvescens
- Armillaria cepistipes
- Armillaria ectypa
- Armillaria fumosa
- Armillaria fuscipes
- Armillaria gallica
- Armillaria gemina
- Armillaria heimii
- Armillaria hinnulea
- Armillaria jezoensis
- Armillaria limonea
- Armillaria lutea
- Armillaria luteobubalina
- Armillaria mellea (espèce-type)
- Armillaria mellea subsp. nipponica
- Armillaria nabsnona
- Armillaria novae-zelandiae
- Armillaria ostoyae
- Armillaria pallidula
- Armillaria sinapina
- Armillaria singula
- Armillaria tabescens